# Сравнительный анализ испанского и португальского языков
Испанский и португальский языки являются одними из самых распространённых в мире, занимая соответственно второе (более 570 миллионов человек) и пятое место (более 240 миллионов человек) по количеству говорящих на них. Изучающие романские языки очень скоро отмечают высокую степень сходства между двумя языками. Лексика и грамматика письменности обоих языков сильно похожи, поскольку устные традиции этих двух языков начали дистанцироваться друг от друга не ранее X века. К примеру, разница между диалектами китайского или диалектами арабского языка может быть большей, чем между этими двумя языками. Но выделяются и некоторые особенности — в первую очередь своеобразная фонетическая окраска португальского, некоторые грамматические особенности. В большинстве случаев португальским начинают интересоваться после овладения основами испанского. Сравнительный анализ грамматик этих двух языков является темой нескольких специализированных учебников. Сравнительный анализ усложняется географической и диалектной картиной обоих языков.

## Происхождение
Сходство между испанским и португальским объясняются их общей этимологией, практически параллельным развитием из народной (вульгарной) латыни, распространившейся на Иберийском полуострове во времена античности и постоянному соседству на обоих континентах массового распространения этих языков. Конечно, уже во времена античности обнаружилась разница в субстрате, приведшая к выделению португальского языка. Так, северо-запад Иберийского полуострова — Галисия (известная родина португальского), находящаяся на значительном удалении от Италии, была колонизована значительно позже, чем восточное и южное побережье. Здесь, к тому же, был силён кельтский субстрат, так же как и в Галлии. Он-то и объясняет маркированно «нероманское» звучание португальского, сильно сближающее его с французским и каталанским (в которых сильны редукция звуков и интенсивная назализация), нежели с более «традиционными» испанским, итальянским и румынским языками. В ареале формирования испанского доминировало влияние баскского языка, не имеющего вышеуказанных тенденций.

## Средневековье
Местом формирования испанского (кастильского) языка была долина реки Эбро до Пиренейских гор к северу, а португальско-галисийского языка — крайний северо-запад полуострова. Большая часть полуострова, однако, была ареалом распространения мосарабского языка — архаичного, довольно консервативного, пропитанного арабизмами романского наречия. В ходе Реконкисты Португалия не только превратилась в независимое политико-административное образование, но и значительно расширила свои владения к югу.
Любопытно, что родина португальского языка — Галисия — оказалась под властью испанской короны. На подконтрольной же Португалии территории португальский язык быстро вытеснил арабский язык, мосарабский, а затем — и латынь в официальных письменных документах и уже к концу XIII века стал единственным письменным и устным языком государства. Кастильский в Испании подобным же образом также вытеснил мосарабский, арабский и прочие романские диалекты лишь к концу XV века, окружив ареал португальского и каталанского языков. Необходимо отметить также, что судьба португальского языка могла сложиться совершенно иначе, особенно учитывая итоги войны за португальское наследство и факт включения Португалии и всех её колоний в состав испанской монархии в 1580 году. Однако разница в культурах двух народов привела к распаду союза в 1640 году.

## Лексика
Свыше 90 % современной лексики в испанском и в португальском языках имеет романское происхождение. Тем не менее, следует сделать некоторые оговорки. Испанский язык, дольше (по крайней мере до XV века) контактировавший с арабским, в значительной степени впитал в себя и многие арабизмы, которые в португальском (а Реконкиста в Португалии завершилась уже к середине XIII века) были либо заменены на романские корни, латинизмы, либо устарели (alfombra — tapete, albañil — pedreiro).
Кроме того, в средневековый период, при всей общности лексики, обнаружилась тенденция к некоторой дифференциации выборки корней для некоторых самых распространённых слов в этих языках (ventana — janela , gracias — obrigado, ayer — ontem, olvidar — esquecer, listo — pronto, temprano — cedo, perfecto — otimo, perro — cão, creer — achar, pero — mas, calle — rua, quedar — ficar, necesitar — precisar). В большинстве случаев расхождения объясняются диалектным характером, проявившимся в народной латыни в позднеантичный период.
| Слово    | Испанский | Португальский | Этимология                          |
| -------- | --------- | ------------- | ----------------------------------- |
| ковёр    | alfombra  | tapete        | араб. الحنبل‎ al ḥanbal, лат. tapēte |
| колено   | rodilla   | joelho        | лат. rŏtella, genucŭlu              |
| улица    | calle     | rua           | лат. callis, [via] ruga             |
| окно     | ventana   | janela        | лат. vĕntu, jānuella                |
| стереть  | borrar    | apagar        | гот. 𐌱𐍉𐍂𐍂𐌰 borra, лат. adpācāre     |
| забывать | olvidar   | esquecer      | лат. oblītare, excadĕscere          |

Выборка корней слов, однако, не противопоставлена чётко, так как в обоих языках зачастую представлены оба корня, но они дифференцированы стилистически или семантически: obrigado-graças, can, hallar, mas-porém, procurar. Таким образом, заметные различия наблюдаются скорее не в выборке корней, а в частотности того или иного корня в данном семантическом/стилистическом окружении. Так, утвердительная частица si, частотная в испанском, присутствует и в португальском в форме sim, однако употребляется реже, поскольку в португальском (как и в классическом латинском) для утвердительного ответа используется повторение глагола в заданном вопросе (рассматриваемое как архаизм в общероманском контексте). Ответ же просто sim стилистически маркирован (невежливость, нежелание продолжать разговор).
Глагол empezar (синоним comenzar) существует только в испанском. Португальский имеет лишь começar и mudar (cambio используется как существительное). Mudar (переезжать) и cambiar (менять) в испанском ныне семантически дифференцированы. С другой стороны, в португальском развилась семантическая дифференциация между crer и acreditar. Acreditar имеется и в испанском, но не используется в разговорной речи в значении верить чьим-либо словам.
Впоследствии некоторая лексическая дифференциация произошла и в сфере заимствований, так как в своём стремлении дистанцироваться от испанского португальские литературные деятели обращались к французскому и английскому языкам.
В современном испанском, подобно, например, французскому, к тому же более выражена естественная тенденция к ограниченному употреблению англицизмов, их ассимиляции и замене романскими корнями. Американские варианты обоих языков в ещё большей степени подвержены англицизмам и американизмам, однако и здесь их меньше в испанском, чем в португальском языке Бразилии.

## Грамматика
Грамматика обоих языков схожа в общих чертах: утрата латинской падежной системы существительных и прилагательных при стойком сохранении богатства глагольных форм (как флективных, так и развившихся аналитических). Главные различия между языками в этой области затрагивают некоторые времена: португальский сохранил архаичную классическую форму плюсквамперфекта; в испанском эта форма перешла в разряд сослагательного наклонения, её использование в плюсквамперфектном значении сильно ограничено. В португальском широко используется будущее время сослагательного наклонения, крайне редкое в испанском. Также в португальском распространены конструкции с автономным инфинитивом. Здесь, однако уместно отметить различия между европейским и бразильским вариантами. Последний более подвержен испанскому влиянию, вероятно, вследствие окружения испаноговорящими странами, испанской иммиграции (в южной Бразилии), поочерёдного испано-португальского владения территорией (штат Акри, Уругвай и т. д.), испано-португальской унии 1580—1640 годов, а также существования смешанного испано-португальского языка портуньол.
В испанском, напротив, более распространены аналитические формы времён, обозначающих длительность. Сравните: исп. estoy escribiendo, браз. порт. estou escrevendo и европ. порт. estou a escrever.
Заметны и различающиеся формы артиклей в обоих языках. И если отличия женских (a, as — la, las) форм можно объяснить фонетической эволюцией, то мужская форма португальского артикля о возможно (как и в румынском) восходит к указательному местоимению hoc.

## Фонетика
Конечно, наиболее значительны различия в фонетическом облике двух языков, причём различия осложняются ещё и ярко выраженной географической дифференциацией внутри языков, особенно их европейских и американских вариантов (а для португальского — ещё африканских и азиатских вариантов). В отличие от гласных, согласные в португальском языке более стабильны. Их аллофоны имеют либо факультативный (s > š, z > ž), либо региональный характер (di > dži). Испанский же язык, наоборот, при стабильности гласных, демонстрирует богатство аллофонического ряда согласных, имеющиx регламентированную в литературном языке позиционную вариативность.

### Открытость и закрытость гласных
Классическая латынь различала долгие и краткие гласные. В испанском эти различия не нашли своего продолжения, упростившись до простейшего пятифонемного состава (a, e, o, u, i).
В португальском же латинские различия по долготе и краткости перешли в открытости и закрытости (особенно для e и o), хотя и со значительными перестройками, которые не всегда соответствуют этимологии. Более того, в португальском наличествуют носовые гласные и носовые дифтонги, образовавшиеся на стыках простых гласных с сонорными m и n. Подобные явления нероманского происхождения не нашли отражения в испанском языке: canción—canção, can—cão, mano—mão.
В отличие от испанского, в португальском сохранились ударные латинские о и е, перешедшие в испанском в ue, ie (лат. foram > порт. fora > исп. fuera; лат. quero > порт. quero > исп. quiero). Несмотря на это, португальские безударные гласные подвержены сильной редукции (o > u, а > ə, e > i). Это крайне нехарактерно для остальных романских языков на современном этапе. Португальское ə при этом может наблюдаться и под ударением, например перед носовыми согласными: cama [kəmə] кровать.

### Согласные
В обоих языках происходит развитие интервокального t в d (amatum > amado) и выпадение интервокальных д, г. (magis > más, mais). В отличие от испанского, в португальском сохранилась f в начальной позиции (filho, а не hijo, как в испанском).